# Xã West Bank, Quận Williams, Bắc Dakota
Xã West Bank (tiếng Anh: West Bank Township) là một xã thuộc quận Williams, tiểu bang Bắc Dakota, Hoa Kỳ. Năm 2010, dân số của xã này là 52 người.